# Nicole Row
Nicole Sue Row (* 30. června 1991) je americká hudebnice a zpěvačka. V roce 2017 vystupovala po boku Miley Cyrus a v letech 2018 až 2023 byla členkou skupiny Panic! at the Disco. V březnu 2023 se připojila ke skupině Incubus a plnohodnotnou členkou se stala v únoru 2024.
Dříve spolupracovala s Troye Sivanem, Dayou, Fat Joem, Remy Ma, Ty Dolla Signem, Dallasem Austinem a Duou Lipou.

## Kariéra
Narodila se a vyrůstala ve Fresnu v Kalifornii. Její hudební inspirací byl baskytarista Eric Wilson. V 17 letech se začala učit na basovou kytaru. Po střední škole se přestěhovala do Los Angeles, kde studovala Musicians Institute. Jejími učiteli byli Larry Graham, Marcus Miller a John Paul Jones.
Po dostudování působila v doprovodné kapele Troye Sivana.
V roce 2017 byla součástí skupiny Miley Cyrus.
Od roku 2017 byla členkou při turné americké rockové skupiny Panic! at the Disco. Po odchodu baskytaristy Dallona Weekese se v roce 2018 stala plnohodnotnou členkou.
Se skupinou vystupovala až do ledna 2023, kdy v kapele oznámila ukončení činnosti.
Následně začala vystupovat jako členka při turné v americké rockové skupině Incubus. Baskytarista skupiny Ben Kenney byl po operaci mozku a nebyl schopen se plnohodnotně vrátit. Proto se v roce 2024 stala oficiální členkou.

## Osobní život
Žije v Los Angeles. Věnuje se pěší turistice. Na náhrdelníku nosí bubenický klíč svého staršího bratra Joshe, který byl bubeníkem závislým na heroinu a zemřel v roce 2010 na předávkování.